# Есхин (филозоф)
Есхин из Сфете или Есхин Сократик (стгрч. Αισχινης Αισχινης; између 430. и 420. п. н. е. - после 356. п. н. е.) је старогрчки филозоф. У научној литератури га често називају Есхином Сократиком како би се разликовао од његовог славног имењака. Био је један од најпосвећенијих Сократових ученика. Сачуван је фрагмент говора беседника Лисија, где тужилац наглашава несклад између Есхинових речи, који стално говори „много помпезних говора о правди и врлини“, и његових срамних дела. У касноантичкој традицији, Есхин је приказан као сиромашни филозоф, приморан да зарађује за живот писањем судских говора, давањем плаћених лекција и примањем поклона од тиранина из Сиракузе, Дионисија Млађег.
Есхин је један од оснивача жанра сократовског дијалога. Есхинови списи утицали су на Платоново дело. До данас су сачувани само фрагменти из његових дела, на основу којих су научници реконструисали радњу неколико дијалога. Есхин је био први филозоф који је описао утицај љубави на процесе васпитања и образовања.

## Биографија
Есхин је рођен између 430. и 420. године п. н. е.. у породици Лизаније из атичке теме Сфет. У младости је постао један од најпосвећенијих Сократових ученика. Сенека и Диоген Лаертије, у различитим варијацијама, преносе причу о томе како су се Сократови ученици такмичили ко ће од њих дати најбољи поклон свом учитељу. Есхин је рекао: „Ја сам сиромашан, немам ништа друго, па ме узмите самог“, на шта је Сократ узвикнуо: „Зар не разумете да нема вреднијег дара?“. Есхин је, између осталих ученика, био на суђењу Сократу и био је поред учитеља током погубљења. По Диогену Лаертском, он је био спреман да подмити стражаре како би ослободио учитеља. Списак присутних око Сократа последњег дана његовог живота који је дао Платон, а који укључује и Есхина, од великог је значаја за историју филозофије. У њему наведени људи чине тзв. „Сократов круг“ – они који се у специјализованој литератури називају „Сократовци“.
После Сократове смрти, његови ученици су се неко време бринули о учитељевој породици. У једном од Сократових писама, касноантичком извору из 2.-3. века, Есхин обавештава Сократову удовицу Ксантипу да филозофови пријатељи шаљу храну и новац из Мегаре. Позвао ју је у Мегару, а такође је нагласио да је подршка Сократове породице искључива привилегија пријатеља убијеног филозофа.
После смрти учитеља био је у сиромаштву. Живео је од писања судских говора и држања плаћених часова. Према касноантичком предању, Есхин је подражавао чувеног реторичара Горгија и био је „веома искусан у говорништву“, а међу његовим клијентима били су отац демагога Фајакса Еразистрата и најбогатији човек свог времена Дион из Сиракузе. Чувени атински говорник Лисије написао је говор „Против сократског Есхина у вези са дугом“. До данас је сачуван само њен фрагмент, који Есхина представља у крајње негативном светлу. Прво, Лисије каже: „Не постоји нико толико стран филозофији као филозофи“, а затим развија ову тезу. Изненађен је како Сократов ученик, који стално држи „многе помпезне говоре о правди и врлини“, понаша се на тако неприкладан начин. Између осталог, Лисије криви Есхина: „позајмљује вино без враћања […] он сматра позајмљени новац много више својим него новац који му је оставио његов отац. Али зар није заузео имовину трговца парфемима Хермеја тако што је завео своју жену, седамдесетогодишњу старицу? Претварајући се да је заљубљен у њу, поставио ју је тако да је њеног мужа и синове претворио у просјаке, а себе из кафане у трговца парфемима.“
Касноантички извори чувају слику Есхина, филозофа просјака. Атенеј га тако зове. Такође је написао да је „просјак“ Есхинов имао само једног ученика, Ксенократа, па чак и да је једног Платон намамио. У античкој литератури се помиње и Сократов ученик Аристотел Митос. Диоген Лаерције прича анегдоту да је Сократ, видећи Есхина како пати од сиромаштва, предложио да његов ученик „позајми од себе“, односно да мање једе. Аристип или Платон су му помогли да се сретне са тиранином из Сиракузе, Дионисијем. Есхин га је похвалио у својим делима и добио скупе поклоне. Према Диогену Лаертију, Есхин је остао у Сиракузи све до свргавања Дионисија Млађег од стране Диона 357. п. н. е..
Есхин је умро после 356. п. н. е. Околности његове смрти су непознате.

## Есеји
Есхин је један од оснивача жанра сократовског дијалога, чије је дело утицало на Ксенофонта и Платонаж. Конрад Гаисер датира прва Есхинова дела у 399-390. п. н. е.. Диоген Лаертије наводи седам дела за која се чини да су Есхинова: Милтијад, Калија, Аксиох, Аспазија, Алкибијад, Телавг, Ринон.
Године 1711. објављено је прво издање Есхинових дела, које је приредио Жан де Клерк, које је садржало три псеудоплатонска дијалога „О добри одели“, „Ериксије“ и „Аксиох“. Савремени научници верују да ниједан од њих не припада Есхину. Рад Жана Леклерка наставили су Питер Хори и Јохан Фридрих Фишер. Њихове публикације су садржале исте дијалоге, као и избор фрагмената из других античких извора. Прва критичка студија која анализира дело Есхина појавила се тек 1850. године. Током 1910-их објављена су два критичка издања Есхинове заоставштине. Књига Г. Дитмара „Аисцхинес вон Спхеттос. Студиен зур Литератургесцхицхте дер Сократикер. Унтерсуцхунген унд Фрагменте“ из 1912. године препознат је као класик и до данас није изгубио на актуелности. Чини се да су заувек изгубљена Есхинова дела откривена у фрагментима у 20. веку у папирусима Оксиринха. У 13. том је објављен фрагмент дијалога „Алкибијад“, а 1979. године објављен је 39. том са фрагментима „Милтијада“. Од 2017. године, најпотпунијим издањем стваралачког наслеђа Сократа, укључујући Есхина, сматра се четворотомно дело Габријела Ђанантонија „Соцратис ет Соцратицорум Реликуиае“ из 1990. године.